# 암리쉬 푸리

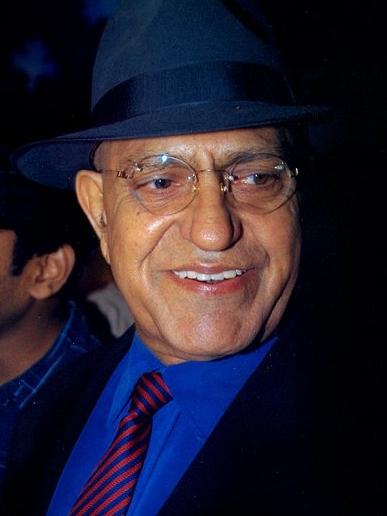

암리쉬 푸리(Amrish Puri, 1932년 6월 22일 ~ 2005년 1월 12일)는 인도의 연극 배우, 영화배우이다.
잘란다르에서 태어났으며 뭄바이에서 사망하였다. 사인은 암이다.

## 영화
- 비욘드 러브 (2005년)
- 윌 유 매리 미? (2004년) - 콜로넬 더그라즈 싱 역
- 어브젝션 (2004년) - 란지트 로이 역
- 더 히어로: 러브 스토리 오브 어 스파이 (2003년) - 이샥 칸 역
- 쥬베이다 (2001년)
- 야데인 (2001년)
- 초리 초리 춥케 춥케 (2001년)
- 투 앤 하프 레터스 오브 러브 (2000년) - 요그벤드라 '요기' 그레월 역
- 클라우드 (2000년) - 란지트 싱 역
- 모하바테인 (2000년)
- 킹 (1999년) - 수라즈 싱 타퍼 역
- 타알 (1999년)
- 히스토리 (1997년) - 발완트 역
- 코일라 (1997년)
- 파르데스 (1997년)
- 비라사트 (1997년)
- 지트 (1996년) - 가즈라즈 초드하리 역
- 자안 (1996년) - 서야데브 싱 역
- 칼라 파니 (1996년)
- 카타브야 (1995년) - 타커 어그라나가얀 싱 역
- 카란 아르준 (1995년)
- 용감한 자가 신부를 데려가리 (1995년)
- 디바나 (1992년)
- 가이알 (1990년) - 발완트 라이 역
- 인디아나 존스: 미궁의 사원 (1984년) - 몰라 램 역
- 쿨리 (1983년)
- 간디 (1982년)
- 암흑가의 그림자 (1980년)
- 만탄 (1976년)